# Le Cimetière marin
Pour l’article homonyme, voir Cimetière marin.
Le Cimetière marin est un poème de Paul Valéry, paru en 1920.

## Résumé et analyse
Publié d'abord en revue, ce poème, le plus célèbre de Valéry (1871-1945), a été publié en 1920 par Émile-Paul Frères, puis recueilli dans Charmes (1922). Valéry en avait commencé la rédaction au moment où il travaillait à La Jeune Parque (1917). Les deux textes présentent des points communs : rapports entre conscience et corps, présence de la mer.
C'est, en 24 sizains, une méditation métaphysique, mais elle revêt une forme dramatique, présentant en quatre actes une action au sens théâtral du terme. Les quatre premières strophes présentent la mer comme un objet semblable à un néant (la « chose » de Hegel) immuable et inconsciente, auquel s'oppose (strophes 5 à 9) la mobilité de la conscience qui existe dans le temps et que fascine le désir d'être pensée pure ; la confrontation des deux personnages de ce drame fait naître (strophes de 9 à 19), avec l'intervention du corps, une méditation sur la mort : le refus de l'illusion de l'immortalité de l'âme accompagne la tentation de mourir et de faire cesser l'opposition entre conscience et existence. Cette tentation est écartée dans les cinq dernières strophes : repoussant les paradoxes de la pensée pure, le sujet choisit la vie, le mouvement du corps, la création poétique, l'action : « Le vent se lève !... Il faut tenter de vivre ! ». C'est donc une réflexion sur le temps, la contradiction entre conscience et objet, conscience et corps. Le choix final dépasse cette contradiction mais ne la résout pas. 
Toutefois, il ne faut pas oublier qu'il s'agit d'un poème : il est né, de l'aveu de l'auteur, de l'obsession d'un rythme, celui du décasyllabe, et non d'une pensée.
Paul Valéry a même souligné, avec peut-être une volonté de paradoxe, que c'était le seul parmi ses poèmes comportant des souvenirs de choses vues : le cimetière de Sète. (À la mort de Paul Valéry, le cimetière Saint-Charles fut rebaptisé « Cimetière marin » et il y fut enterré).
Cette méditation abstraite a un caractère sensible et parfois sensuel. Ce n'est pas une pensée pure mais un « fruit » qui « se fond en jouissance ».
En exergue à son poème, Paul Valéry a placé deux vers extraits de la 3e Pythique de Pindare :
Μή, φίλα ψυχά, βίον ἀθάνατον

σπεῦδε, τὰν δ᾽ ἔμπρακτον ἄντλει μαχανάν.
Il cite ces deux vers sans les traduire. La traduction généralement admise est celle d'Aimé Puech : « O mon âme, n'aspire pas à la vie immortelle, mais épuise le champ du possible. ». Toutefois Alain Frontier reproche à cette traduction de ne pas tenir compte du mot « μαχανάν » (la « machine », l'« outil », le moyen qui peut être utilisé pour agir). Il propose donc une interprétation légèrement différente.
Célèbre pour son hermétisme, Le Cimetière marin a été l'objet de nombreuses exégèses, les plus connues étant celles d'Alain et de Gustave Cohen, et en 2017 celle de Michel Guérin.

## Postérité
Le poème de Paul Valéry a inspiré la pièce de même nom Le Cimetière marin composée en 2008 par Đuro Živković et créée par  la mezzosoprano Anna Larsson et l'ensemble de chambre Sonanza.

## Dans la culture populaire
- Le poème est évoqué par Georges Brassens dans sa chanson Supplique pour être enterré à la plage de Sète (1966). Brassens lui rend également hommage par un vers : Et c'est la mort, la mort, toujours recommencée dans son texte Mourir pour des idées (1972).
- Le vers  « Le vent se lève !... Il faut tenter de vivre ! » est à l'origine du titre du roman Le vent se lève (1936) de Tatsuo Hori, puis du film d'animation de Hayao Miyazaki adapté du roman, Le vent se lève (2013).
- Un vers dans la pièce de théâtre Les Bâtisseurs d'empire (1959) de Boris Vian : « le vent se lève il faut tenter de vivre. »

### Études du texte
- Paul Valéry, Deux études réalisées par le professeur et poète Daniel Lefèvre